# Regierungsbezirk

Structura administrativă verticală a Germaniei

Regierungsbezirk (cuvânt german, în traducere literală „circumscripție guvernamentală”  dar cu semnificația de „regiune sau unitate administrativ-teritorială”; pronunție /re.'gi:.ruŋks.be.tsʏək/, v. AFI) este denumirea unei unități administrativ-teritoriale din Germania, o subdiviziune a unora dintre landurile federale germane. A nu se confunda cu regiunile sau zonele pur geografice, ca de ex. Siegerland, și nici cu cele istorice sau tradiționale, de ex. Rheinhessen.
Subdiviziunea de tip Regierungsbezirk reprezintă categoria desemnată în dreptul administrativ german drept „instanță mijlocie” (Mittelstufe) în cadrul ierarhiei administrative dintr-un land, inferioară organismului executiv principal al unui land (instanța Oberstufe, guvernul cu ministerele), dar superioară autorităților administrative la nivelul subdiviziunilor de tip district (districte rurale numite Landkreis sau Kreis și districte urbane sau orașe district, numite kreisfreie Stadt) și comună (Gemeinde). V. și diagrama alăturată.
Instanțele administrative „mijlocii”, de tip Regierungsbezirk, și subdivizarea teritorială aferentă nu există în toate landurile Germaniei (v. mai jos). Acolo unde există ele sunt la rândul lor împărțite administrativ-teritorial în: 
- districte rurale (Kreis sau și Landkreis), v. Listă de districte rurale în Germania
- și districte urbane sau orașe district (kreisfreie Stadt), orașe nesubordonate vreunui district rural, v. Listă de districte urbane în Germania.

## Detalii
În prezent cinci landuri sunt împărțite în 22 de Regierungsbezirke, cu o populație de la 5.255.000 (Düsseldorf) la 1.065.000 (Gießen) de locuitori:
- Baden-Württemberg: Freiburg, Karlsruhe, Stuttgart, Tübingen
- Bavaria: Oberbayern (Bavaria Superioară), Niederbayern (Bavaria Inferioară), Oberpfalz (Palatinatul Superior), Oberfranken (Franconia Superioară), Mittelfranken (Franconia de Mijloc), Unterfranken (Franconia Inferioară), Schwaben (Șvabia)
- Hessa: Darmstadt, Gießen, Kassel
- Renania de Nord - Westfalia: Arnsberg, Köln, Detmold, Düsseldorf, Münster
- Saxonia: Chemnitz, Dresden, Leipzig

Trei landuri și-au desființat această formă mijlocie administrativ-teritorială:
- Renania-Palatinat în 2000: Trier, Koblenz și Rheinhessen-Pfalz (regiune)
- Saxonia-Anhalt în 2003: Dessau, Halle, Magdeburg
- Saxonia Inferioară în 2005: Braunschweig , Hanovra, Lüneburg și Weser-Ems (regiune).

La aderarea lor la Republica Federală Germania din 1990 landurile Brandenburg, Mecklenburg-Pomerania Inferioară (Mecklenburg-Vorpommern) și Turingia (Thüringen) nu au înființat regiuni de tip Regierungsbezirk . Landurile Schleswig-Holstein și Saarland nu au avut niciodată acest tip de subdiviziune administrativ-teritorială.
Regiunile administrative germane de tip Regierungsbezirk sunt conduse de un:
- guvern regional (Bezirksregierung - în Renania de Nord - Westfalia)
- prezidiu guvernamental (Regierungspräsidium - în Baden-Württemberg)
- guvern (Regierung - în Bavaria; e vorba de un guvern propriu, nu cel al landului).